# BCカード杯世界囲碁選手権
BCカード杯世界囲碁選手権（BCカードはいせかいいごせんしゅけん、BC信用卡盃世界圍棋公開賽、BC카드배월드바둑챔피언십、BC Card Cup World Baduk Champhionship）は、囲碁の世界棋戦。前身は2008年まで行われたBCカード杯新人王戦。2009年から2012年まで開催された。
囲碁のタイトル戦としては初めて、対局料の出ない賞金制の棋戦として創設された。
- 主催 韓国棋院
- 協力 囲碁TV、NHN
- 後援 BCカード
- 優勝賞金 3億ウォン（2位 1億、4強 2000万、8強 1500万、16強 1000万、32強 600万、64強 300万ウォン）

## 創設
2008年に韓国棋院理事の劉昌赫が、棋士数の増加にともなって棋戦維持費も増大することに対応するために、他のスポーツなどと同様な賞金制の導入を提案し、棋士会で承認され、BCカード杯に適用された。

## 方式
- 出場者は64名で、前回優勝者、韓国3、日本2、中国2、台湾1のシード棋士8名、主催者推薦者2名、アマチュアや院生も参加できる統合予選勝抜者53名。
- トーナメント戦で行われ、決勝は五番勝負。
- ルールは韓国ルール。コミは6目半。
- 持ち時間は、第1回は各1時間、第2回以降は各2時間、使い切ると1分の秒読み3回。

## 歴代優勝者と決勝戦
（左が優勝者）
1. 2009年  古力 3-1  趙漢乗
2. 2010年  李世乭 3-0  常昊
3. 2011年  李世乭 3-2  古力
4. 2012年  白洪淅 3-1  党毅飛

## 注
1. ↑  囲棋吧2008年12月8日「韩围棋赛制迎来改革 刘昌赫主张让中日棋手参赛」
2. ↑  TOM棋聖道場2009年1月22日「BC信用卡杯大赛对业余公开 刘昌赫的奖金制得以体现」